# Kristina Vogel
Kristina Vogel (Leninskoe, 10 novembre 1990) è un'ex pistard tedesca, vincitrice di due medaglie d'oro olimpiche, una nella velocità a squadre a Londra 2012 in coppia con Miriam Welte e una nella velocità a Rio de Janeiro 2016, e di undici titoli mondiali, quattro nella velocità, tre nel keirin e quattro nella velocità a squadre.
In carriera si è aggiudicata anche quattro titoli europei, due nella velocità e due nel keirin, e 28 prove di Coppa del mondo.

## Carriera
Nata in Kirghizistan, si trasferisce con i genitori in Germania all'età di soli sei mesi. Gareggiando nel velodromo di Cottbus, si specializza presto nelle prove veloci su pista, e tra le Juniores si aggiudica sei titoli mondiali di categoria, tre nel 2007 e tre nel 2008. Passata alle Elite, ottiene i primi piazzamenti in Coppa del mondo a fine 2008, e nel marzo 2009 a Pruszków partecipa ai suoi primi Campionati del mondo Open. Nel maggio dello stesso anno si scontra con un furgone durante un allenamento su strada, rimanendo in coma indotto per due giorni con una vertebra rotta e fratture alle braccia, alle mani e alla mascella, e in ospedale per quattro settimane. Rientrata alle gare dopo alcuni mesi, nel 2010 vince i primi titoli nazionali Open e la gara di velocità durante la prova di Coppa del mondo di Cali.
A partire dalle stagioni seguenti si afferma tra le migliori sprinter al mondo. Nel febbraio 2012 a Melbourne conquista il primo titolo mondiale in carriera, vincendo la prova di velocità a squadre in coppia con la più esperta Miriam Welte. Pochi mesi dopo diventa campionessa olimpicia nella stessa specialità ai Giochi di Londra: in quella rassegna, ancora in coppia con Welte, sfrutta prima la squalifica in semifinale del duo britannico, quindi la squalifica in finale delle rivali cinesi, ancora per cambio irregolare. Negli anni seguenti ottiene altri sei titoli mondiali, due nella velocità a squadre (2013 e 2014), due nella velocità (2014 e 2015) e due nel keirin (2014 e 2016). Conclude il quadriennio ai Giochi olimpici di Rio de Janeiro 2016, durante i quali conquista la medaglia di bronzo nella velocità a squadre e quella d'oro nella velocità, superando la britannica Rebecca James in due manche.
Nella stagione 2016-2017 si aggiudica cinque gare di Coppa del mondo e due titoli ai campionati del mondo 2017, nella velocità e nel keirin, mentre nella stagione 2017-2018 ben nove gare di Coppa del mondo (portando il totale di carriera a 28 prove vinte) e altri due titoli ai campionati del mondo 2018, nella velocità e nella velocità a squadre. Diventa così, raggiungendo il suo undicesimo titolo mondiale, la pistard più titolata nella storia, eguagliando Anna Meares.
Il 26 giugno 2018 si infortuna gravemente durante un allenamento nel velodromo di Cottbus. Nell'occasione, dopo aver iniziato una progressione con la compagna Pauline Grabosch, si scontra in piena velocità con un altro corridore entrato improvvisamente in pista, cadendo a terra e battendo violentemente la testa e la schiena. Portata dapprima in ospedale a Cottbus e poi al Trauma Center di Berlino, viene sottoposta a un intervento alla spina dorsale e rimane quindi per quasi un mese in terapia intensiva. Il 7 settembre in un'intervista annuncia di essere divenuta paraplegica a seguito dell'incidente, dovendo interrompere così la carriera ciclistica.

## Palmarès
- 2007 (Juniores)

Campionati europei, Velocità Juniores
Campionati europei, 500 metri Juniores
Campionati del mondo juniores, Velocità a squadre (con Sabine Bretschneider)
Campionati del mondo juniores, 500 metri
Campionati del mondo juniores, Velocità
Campionati tedeschi, 500 metri Juniores
- 2008 (Juniores)

Campionati del mondo juniores, 500 metri
Campionati del mondo juniores, Velocità
Campionati del mondo juniores, Keirin
- 2010

Grand Prix Germany, Velocità
Campionati tedeschi, 500 metri
Campionati tedeschi, Velocità
Campionati tedeschi, Keirin
2ª prova Coppa del mondo 2010-2011, Velocità (Cali)
- 2011

Campionati tedeschi, Velocità
2ª prova Coppa del mondo 2011-2012, Velocità (Cali)
2ª prova Coppa del mondo 2011-2012, Velocità a squadre (Cali, con Miriam Welte)
- 2012

Campionati del mondo, Velocità a squadre (con Miriam Welte)
Grand Prix Germany, Keirin
Dudenhofen Sprint Meeting, Velocità
Giochi olimpici, Velocità a squadre (con Miriam Welte)
Campionati tedeschi, Velocità
2ª prova Coppa del mondo 2012-2013, Velocità (Glasgow)
2ª prova Coppa del mondo 2012-2013, Keirin (Glasgow)
- 2013

Campionati del mondo, Velocità a squadre (con Miriam Welte)
Memorial Lesnikov, Velocità
Memorial Lesnikov, Keirin
Trofeo Internacional Ciutat de Valencia, Velocità
Grand Prix Germany, Velocità
Grand Prix Germany, Velocità a squadre (con Miriam Welte)
Grand Prix Germany, Keirin
Campionati tedeschi, Velocità
Campionati tedeschi, Keirin
Campionati tedeschi, Velocità a squadre (con Miriam Welte)
Campionati europei, Velocità
1ª prova Coppa del mondo 2013-2014, Keirin (Manchester)
1ª prova Coppa del mondo 2013-2014, Velocità (Manchester)
1ª prova Coppa del mondo 2013-2014, Velocità a squadre (Manchester, con Miriam Welte)
2ª prova Coppa del mondo 2013-2014, Keirin (Aguascalientes)
2ª prova Coppa del mondo 2013-2014, Velocità (Aguascalientes)
2ª prova Coppa del mondo 2013-2014, Velocità a squadre (Aguascalientes, con Miriam Welte)
- 2014

Campionati del mondo, Velocità a squadre (con Miriam Welte)
Campionati del mondo, Keirin
Campionati del mondo, Velocità
Memorial Lesnikov, Velocità
Memorial Lesnikov, 500 metri
Memorial Lesnikov, Keirin
Cottbuser SprintCup, Keirin
Grand Prix Germany, Velocità
Grand Prix Germany, Keirin
Cottbuser Nächte, Velocità
Cottbuser Nächte, Velocità a squadre (con Miriam Welte)
Cottbuser Nächte, Keirin
Campionati tedeschi, Velocità
Campionati tedeschi, Keirin
Campionati tedeschi, Velocità a squadre (con Doreen Heinze)
Campionati europei, Keirin
1ª prova Coppa del mondo 2014-2015, Velocità (Londra)
- 2015

Campionati del mondo, Velocità
Campionati tedeschi, Velocità
Campionati tedeschi, 500 metri
Campionati tedeschi, Velocità a squadre (con Gudrun Stock)
Cottbuser SprintCup, Keirin
Dudenhofen Sprint Meeting, Velocità
Dudenhofen Sprint Meeting, 500 metri
Dudenhofen Sprint Meeting, Keirin
Cottbuser Nächte, Keirin
1ª prova Coppa del mondo 2015-2016, Keirin (Cali)
2ª prova Coppa del mondo 2015-2016, Velocità (Cambridge)
- 2016

Campionati del mondo, Keirin
Cottbuser SprintCup, Velocità
Grand Prix Germany, Velocità
Grand Prix Germany, Velocità a squadre (con Miriam Welte)
Grand Prix Germany, Keirin
Giochi olimpici, Velocità
Campionati tedeschi, Velocità
- 2017

3ª prova Coppa del mondo 2016-2017, Velocità (Cali)
3ª prova Coppa del mondo 2016-2017, Keirin (Cali)
3ª prova Coppa del mondo 2016-2017, Velocità a squadre (Cali, con Miriam Welte)
4ª prova Coppa del mondo 2016-2017, Velocità (Los Angeles)
4ª prova Coppa del mondo 2016-2017, Keirin (Los Angeles)
Campionati del mondo, Velocità
Campionati del mondo, Keirin
Öschelbronn Track Meeting, Keirin
Oberhausen Track Meeting, Keirin
Dudenhofen Sprint Meeting, Velocità
Campionati tedeschi, Velocità
Campionati tedeschi, Keirin
Cottbuser SprintCup, Velocità
Cottbuser SprintCup, Keirin
Grand Prix Germany, Velocità
Grand Prix Germany, Keirin
Campionati europei, Velocità
Campionati europei, Keirin
1ª prova Coppa del mondo 2017-2018, Velocità (Pruszków)
1ª prova Coppa del mondo 2017-2018, Keirin (Pruszków)
1ª prova Coppa del mondo 2017-2018, Velocità a squadre (Pruszków, con Pauline Grabosch)
2ª prova Coppa del mondo 2017-2018, Velocità (Manchester)
2ª prova Coppa del mondo 2017-2018, Keirin (Manchester)
2ª prova Coppa del mondo 2017-2018, Velocità a squadre (Manchester, con Miriam Welte)
3ª prova Coppa del mondo 2017-2018, Velocità (Milton)
3ª prova Coppa del mondo 2017-2018, Keirin (Milton)
3ª prova Coppa del mondo 2017-2018, Velocità a squadre (Milton, con Miriam Welte)
- 2018

Campionati del mondo, Velocità
Campionati del mondo, Velocità a squadre (con Miriam Welte e Pauline Grabosch)
Öschelbronn Track Meeting, Velocità
Oberhausen Track Meeting, Keirin
Dudenhofen Sprint Meeting, Velocità
Cottbuser SprintCup, Velocità

## Piazzamenti

### Competizioni mondiali
- Campionati del mondo

Pruszków 2009 - Velocità a squadre: 6ª
Pruszków 2009 - Velocità: 9ª
Pruszków 2009 - Keirin: 10ª
Ballerup 2010 - Velocità a squadre: 6ª
Ballerup 2010 - Velocità: 8ª
Apeldoorn 2011 - Velocità a squadre: 5ª
Apeldoorn 2011 - Velocità: 7ª
Apeldoorn 2011 - Keirin: 10ª
Melbourne 2012 - Velocità a squadre: vincitrice
Melbourne 2012 - Velocità: 14ª
Melbourne 2012 - Keirin: 3ª
Minsk 2013 - Velocità a squadre: vincitrice
Minsk 2013 - Velocità: 2ª
Minsk 2013 - Keirin: 6ª
Cali 2014 - Velocità a squadre: vincitrice
Cali 2014 - Keirin: vincitrice
Cali 2014 - Velocità: vincitrice
Saint-Quentin-en-Yvelines 2015 - Velocità: vincitrice
Saint-Quentin-en-Yvelines 2015 - Velocità a squadre: 4ª
Saint-Quentin-en-Yvelines 2015 - Keirin: 17ª
Londra 2016 - Velocità a squadre: 3ª
Londra 2016 - Keirin: vincitrice
Londra 2016 - Velocità: 3ª
Hong Kong 2017 - Velocità a squadre: 3ª
Hong Kong 2017 - Keirin: vincitrice
Hong Kong 2017 - Velocità: vincitrice
Apeldoorn 2018 - Velocità a squadre: vincitrice
Apeldoorn 2018 - Keirin: 6ª
Apeldoorn 2018 - Velocità: vincitrice
- Giochi olimpici

Londra 2012 - Velocità a squadre: vincitrice
Londra 2012 - Velocità: 4ª
Londra 2012 - Keirin: 10ª
Rio de Janeiro 2016 - Velocità a squadre: 3ª
Rio de Janeiro 2016 - Velocità: vincitrice
Rio de Janeiro 2016 - Keirin: 6ª